# Stefan Hertmans

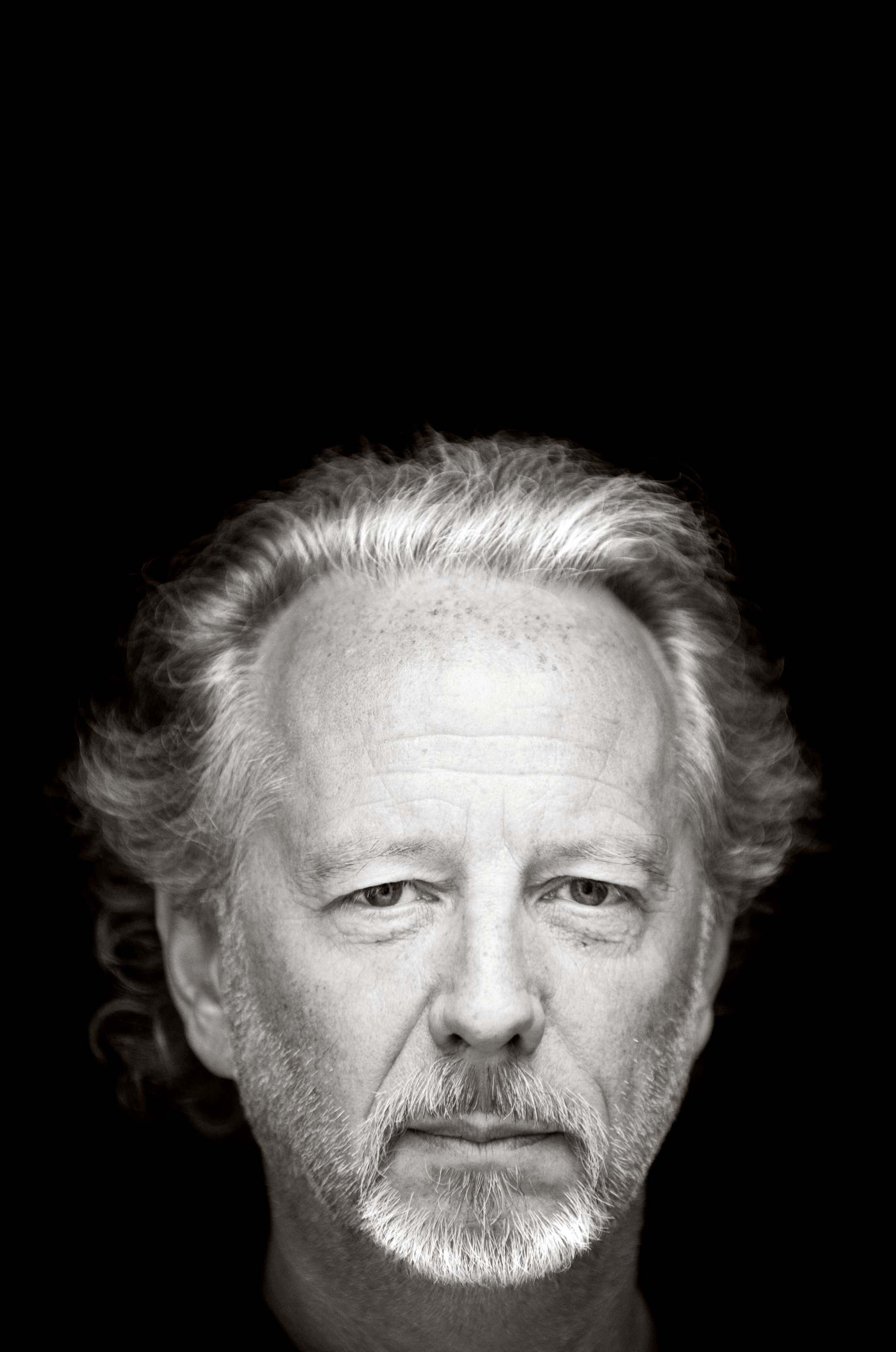
Stefan Hertmans (2010)

Stefan Hertmans (geboren 31. März 1951 in Gent) ist ein belgischer Autor niederländischer Sprache.

## Leben
Hertmans wuchs in Gent auf und studierte Philologie an der Universität Gent. Er arbeitete zeitweise als Lehrer für Philosophie und Kunstgeschichte an der Hogeschool Gent und nimmt Lehraufträge an der Universität Gent sowie Gastvorlesungen an verschiedenen internationalen Kulturinstituten wahr.
Hertmans publizierte mehrere Prosawerke, über ein Dutzend Lyrikbände, diverse Essaysammlungen zu literaturkritischen, kulturgeschichtlichen und philosophischen Themen sowie eine Reihe von Theaterstücken.
Hertmans lebt in der Nähe von Brüssel und unweit des Mont Ventoux in Monieux, dem Fixpunkt seines 2016 veröffentlichten historischen Romans Die Fremde. In einem ausführlichen Gespräch mit Achim Engelberg vom November 2015 berichtet Hertmans von seiner Arbeit an dem damals gerade entstehenden Roman Die Fremde und seinen umfangreichen Recherchen dafür, aber auch von den Themen und der Bedeutung seiner früheren Bücher, insbesondere Der Himmel meines Großvaters –  und von Autoren, die für ihn wichtig sind: darunter W.G. Sebald, Botho Strauß, Claude Simon, Alain Robbe-Grillet, Marguerite Duras, Hugo Claus u. a. Angesprochen auf gesellschaftspolitische Themen und die großen internationalen Fluchtbewegungen sagte Hertmans abschließend: „Wir zahlen immer für die Geopolitik der USA. Und können vieles nicht mal in Europa entscheiden. Alles wird zur Globalpolitik mit lokalen Auswirkungen. Wir leben in einer Zeit der Übergänge, in Übergangsgesellschaften, in denen das Alte nicht mehr und das Neue noch nicht erkennbar ist.“

## Werke (Auswahl)
- Ruimte. Prosa. Van Hyfte, Ertvelde 1981
- Kopnaad. Drama, Premiere am Kaaitheater 1994, Regie Jan Ritsema
- Naar Merelbeke. Roman. Meulenhoff, Amsterdam 1994
  - Übers. Kathrin Kötz: Amselbach. Roman. Kiepenheuer, Leipzig 1996
- Steden : Verhalen onderweg. Meulenhoff, Amsterdam 1998
- Goya als hond. Meulenhoff, Amsterdam 1999
- Als op de eerste dag Roman in verhalen. Meulenhoff, Amsterdam 2001
- Übers. Heinrich G. Schneeweiß: Scardanelli. Gedichte. Athena, Oberhausen 2001
- Oorlog en terpentijn. Roman. De Bezige Bij, Amsterdam 2013, ISBN 978-90-234-7671-9
  - Übers. Ira Wilhelm: Der Himmel meines Großvaters. Roman. Hanser Berlin, München 2014. Taschenbuchausgabe unter dem Titel Krieg und Terpentin, Diogenes Verlag, ISBN 978-3-257-24431-1.
- De bekeerlinge. Roman. De Bezige Bij, Amsterdam 2016
  - Übers. Ira Wilhelm: Die Fremde. Roman. Hanser Berlin, München 2017, ISBN 978-3-446-25469-5
- Antigone in Molenbeek. Theaterstück. De Bezige Bij, Amsterdam 2017, ISBN 978-90-234-6348-1
- De opgang. Roman. De Bezige Bij, Amsterdam 2020, ISBN 978-94-031-0131-6
  - Übers. Ira Wilhelm: Der Aufgang. Roman. Diogenes, Zürich 2022, ISBN 978-3-257-07188-7

## Auszeichnungen
- 1989: Arkprijs van het Vrije Woord, für Bezoekingen
- 1988: Multatuli-Preis für Gestolde wolken
- 1995: Belgischer Staatspreis für Lyrik
- 2002: Ferdinand-Bordewijk-Preis für Als op de eerste dag
- 2008: Preis der Königlichen Akademie für Niederländische Sprach- und Literaturwissenschaften
- 2013: Flämischer Kulturpreis für Literatur
- 2014: AKO Literaturpreis für Oorlog en terpentijn
- 2016: De Inktaap für Oorlog en terpentijn
- 2017: Spycher: Literaturpreis Leuk

### Nominierungen
- 2012: Halewijnpreis
- 2019: Euregio-Schüler-Literaturpreis, dreisprachig, für Die Fremde